# Mecysmauchenius chapo
Mecysmauchenius chapo is een spinnensoort uit de familie Mecysmaucheniidae. De soort komt voor in Chili.